# Jandek
Jandek, pseudonimo di Sterling Richard Smith (Houston, 26 ottobre 1944), è un cantante, musicista e produttore discografico statunitense.
La sua carriera è disseminata di produzioni e lavori prodotti e venduti al di fuori delle logiche di mercato (ristampati dalla label fittizia Corwood Industries) pubblicando dal 1978 oltre 120 album. Il suo stile è un mix idiosincratico e spesso atonale di diversi generi musicali come la musica d'autore, folk e blues, ma anche lo-fi, post rock e outsider music.
Non si conosce molto della sua biografia e circolano poche fotografie che lo ritraggono, fattori che hanno contribuito ad alimentarne lo status di artista cult. Inizia la carriera pubblicando nel 1978 l'album Ready for the House (inizialmente pubblicato sotto il nome The Units). Nel 1981 pubblica il primo album a nome Jandek, ossia Six and Six. AllMusic ha descritto Jandek come "la figura più misteriosa della musica americana".

## Carriera
Il nome di Sterling Smith venne associato per la prima volta a Jandek in una recensione del suo album d'esordio, Ready for the House (1978) apparsa sulla rivista OP, la prima a parlare dell'artista a livello nazionale. Smith è sempre stato molto restio a parlare della sua vita, rivelando un solo aneddoto antecedente alla fondazione della Cornwood: ha scritto sette diversi romanzi ma li ha bruciati tutti dopo continui rifiuti da parte degli editori.
In una conversazione telefonica privata del 1985 con John Trubee per la rivista Spin, Smith affermò di lavorare all'epoca come operaio macchinista.
Il primo album di Jandek, Ready for the House, seppur realizzato interamente in autonomia, venne originariamente accreditato sotto il nome The Units. Nonostante lo scarso successo iniziale dell'album, il quale secondo la casa discografica vendette due sole copie nei primi due anni, la Corwood fu costretta a cambiare il nome The Units a causa di un'altra band omonima californiana che deteneva i diritti d'autore sul nome, di conseguenza per tutte le successive ristampe del suo primo album e per tutti i successivi è stato utilizzato il nome "Jandek". Nella stessa intervista non autorizzata con Trubee, Smith affermò di aver ideato lo pseudonimo Jandek mentre si trovava al telefono con una persona chiamata Decker nel mese di gennaio (January in inglese). Kurt Cobain, cantante dei Nirvana e grande fan di Jandek, contribuì alla sua ulteriore popolarità, e, parlando di lui in una intervista del 1993, affermò: "Non è un'artista pretenzioso, ma solo persone pretenziose apprezzano la sua musica".
Nel 1999, Katy Vine giornalista della rivista Texas Monthly intervistò un uomo che lei identificò come Jandek, seppur lui rifiutò di identificarsi, e seppur si dimostrò famigliare con la musica di Jandek, rifiutò di parlarne in merito. nel 2003, il regista Chad Freidrichs produsse il documentario Jandek on Corwood, che pur non contenendo alcuna intervista a Jandek riuscì a entrare in contatto con una persona che si identificò come "rappresentante della Corwood Industries".
Il 17 ottobre 2004, all'Instal Festival di Glasgow, in Scozia, un artista non previsto in scaletta e non identificato suonò sul palco accompagnato al basso da Richard Youngs e alla batteria da Alex Neilson. Successivamente venne confermato che l'artista in questione era Jandek alla sua prima esibizione dal vivo. Da quell'anno Jandek ha suonato live altre volte, ma quasi sempre senza nessuna pubblicità in anticipo.
Nel corso dei suoi numerosissimi album, la musica di Jandek si è evoluta più volte, aggiungendo più frequentemente chitarre elettriche, basso e percussioni, e talvolta cambiando radicalmente arrivando a essere persino totalmente a cappella o in spoken word come per la trilogia di album Put My Dream on This Planet, This Narrow Road, e Worthless Recluse, pubblicati tra il 2000 e il 2001 o a raggiungere forme estreme come per l'album The Song of Morgan prodotto nel 2013 e costituito da nove dischi per oltre nove ore di musica per solo piano.

## Discografia

### Album pubblicati dalla Corwood Industries
- 0739: Ready for the House (1978)
- 0740: Six and Six (1981)
- 0741: Later On (1981)
- 0742: Chair Beside a Window (1982)
- 0743: Living in a Moon So Blue (1982)
- 0744: Staring at the Cellophane (1982)
- 0745: Your Turn to Fall (1983)
- 0746: The Rocks Crumble (1983)
- 0747: Interstellar Discussion (1984)
- 0748: Nine-Thirty (1985)
- 0749: Foreign Keys (1985)
- 0750: Telegraph Melts (1986)
- 0751: Follow Your Footsteps (1986)
- 0752: Modern Dances (1987)
- 0753: Blue Corpse (1987)
- 0754: You Walk Alone (1988)
- 0755: On the Way (1988)
- 0756: The Living End (1989)
- 0757: Somebody in the Snow (1990)
- 0758: One Foot in the North (1991)
- 0759: Lost Cause (1992)
- 0760: Twelfth Apostle (1993)
- 0761: Graven Image (1994)
- 0762: Glad to Get Away (1994)
- 0763: White Box Requiem (1996)
- 0764: I Woke Up (1997)
- 0765: New Town (1998)
- 0766: The Beginning (1999)
- 0767: Put My Dream on This Planet (2000)
- 0768: This Narrow Road (2001)
- 0769: Worthless Recluse (2001)
- 0770: I Threw You Away (2002)
- 0771: The Humility of Pain (2002)
- 0772: The Place (2003)
- 0773: The Gone Wait (2003)
- 0774: Shadow of Leaves (2004)
- 0775: The End of It All (2004)
- 0776: The Door Behind (2004)
- 0777: A Kingdom He Likes (2004)
- 0778: When I Took That Train (2005)
- 0779: Glasgow Sunday (2005) (rec. 10/17/04)
- 0780: Raining Down Diamonds (2005)
- 0781: Khartoum (2005)
- 0782: Khartoum Variations (2006)
- 0783: Newcastle Sunday (2006) 2CD (rec. 05/22/05)
- 0784: What Else Does The Time Mean? (2006)
- 0785: Glasgow Monday (2006) 2CD (rec. 05/23/05)
- 0786: Austin Sunday (2006) 2CD (rec. 08/28/05)
- 0787: The Ruins of Adventure (2006)
- 0788: Manhattan Tuesday (2007) 2CD (rec. 09/06/05)
- 0789: Brooklyn Wednesday (2007) 4CD (rec. 09/07/05)
- 0790: The Myth of Blue Icicles (2008)
- 0791: Glasgow Friday (2008) (rec. 10/14/05)
- 0792: Glasgow Sunday 2005 (2008) (rec. 10/16/05)
- 0793: London Tuesday (2008) (rec. 10/18/05)
- 0794: Skirting the Edge (2008)
- 0795: Hasselt Saturday (2009) (rec. 11/12/05)
- 0796: Helsinki Saturday (2009) (rec. 11/19/05)
- 0797: Not Hunting For Meaning (2009)
- 0798: Portland Thursday (2009) 2CD (rec. 04/20/06)
- 0799: What Was Out There Disappeared (2009)
- 0800: Camber Sands Sunday (2009) (rec. 05/14/06)
- 0801: Bristol Wednesday (2010) (rec. 05/17/06)
- 0802: Canticle of Castaway (2010)
- 0803: Toronto Sunday (2010) 2CD (rec. 09/17/06)
- 0804: Chicago Wednesday (2010) 2CD (rec. 09/20/06)
- 0805: Where Do You Go From Here? (2011)
- 0806: Seattle Friday (2011) (rec. 10/27/06)
- 0807: Indianapolis Saturday (2012) 2CD (rec. 12/09/06)
- 0808: Maze of the Phantom (2012) 2CD
- 0809: Atlanta Saturday (2012) 2CD (rec. 02/17/07)
- 0810: Richmond Sunday (2012) 2CD (rec. 03/11/07)
- 0811: The Song of Morgan (2013) 9CD
- 0812: Athens Saturday (2013) 2CD (rec. 07/28/12)